# Portklapp

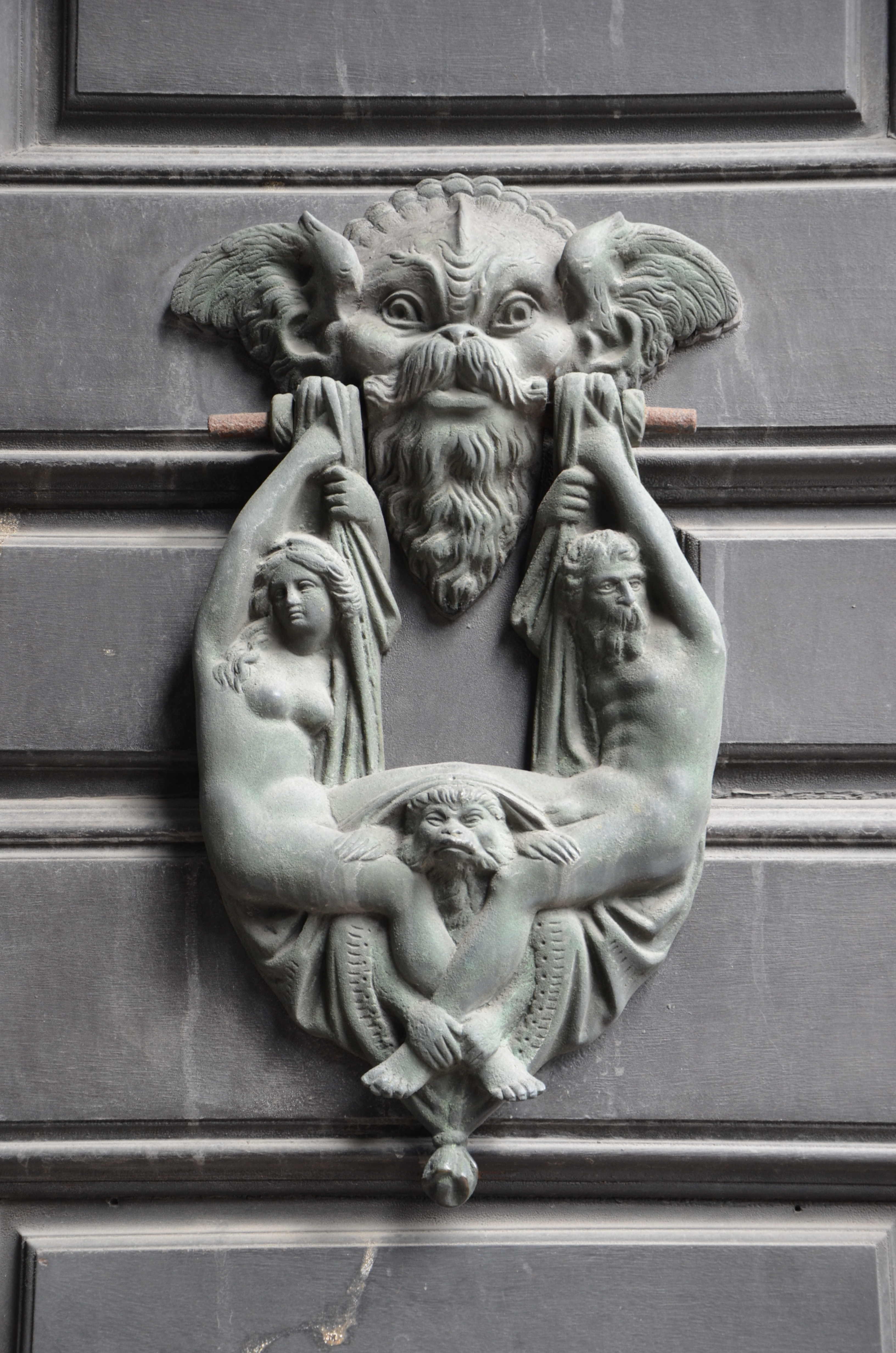
Portklapp på Hallwylska museet, 1895

Portklapp, eller dörrklapp, är en attiralj på utsidan av en port, för att ge möjlighet att påkalla uppmärksamhet hos dem som är innanför dörren, ett alternativ till dörrklocka och att knacka eller bulta på dörren med handen.
En del av portklappen, som i regel är av metall, är fast fixerad på dörren och en del är rörlig för att slå på en platta eller på själva porten för att framkalla ett starkt ljud. Portklappar är ofta estetiskt utformade, men kan i sin enklaste form bestå av en ring eller en metallkula. 
Portklappar har en lång historia. Portarna till stora moskén i Cizre i Turkiet från 1160 har två drakformade portklappar i brons De äldsta kända europeiska portklapparna kommer från högmedeltiden och har en hammarformad slagdel. Under medeltiden och under renässansen gjordes portklappar som små konstverk. 
Under den vidskepliga medeltiden hade portklappar ofta formen av lejon- eller hundhuvuden med bistert utseende för att skrämma onda andar från att ta sig in i huset.
En senare vanlig form var ett lejonhuvud med en ring i munnen eller portklappar med en slagdel i form av en hand som håller en kula. 

## Fotogalleri

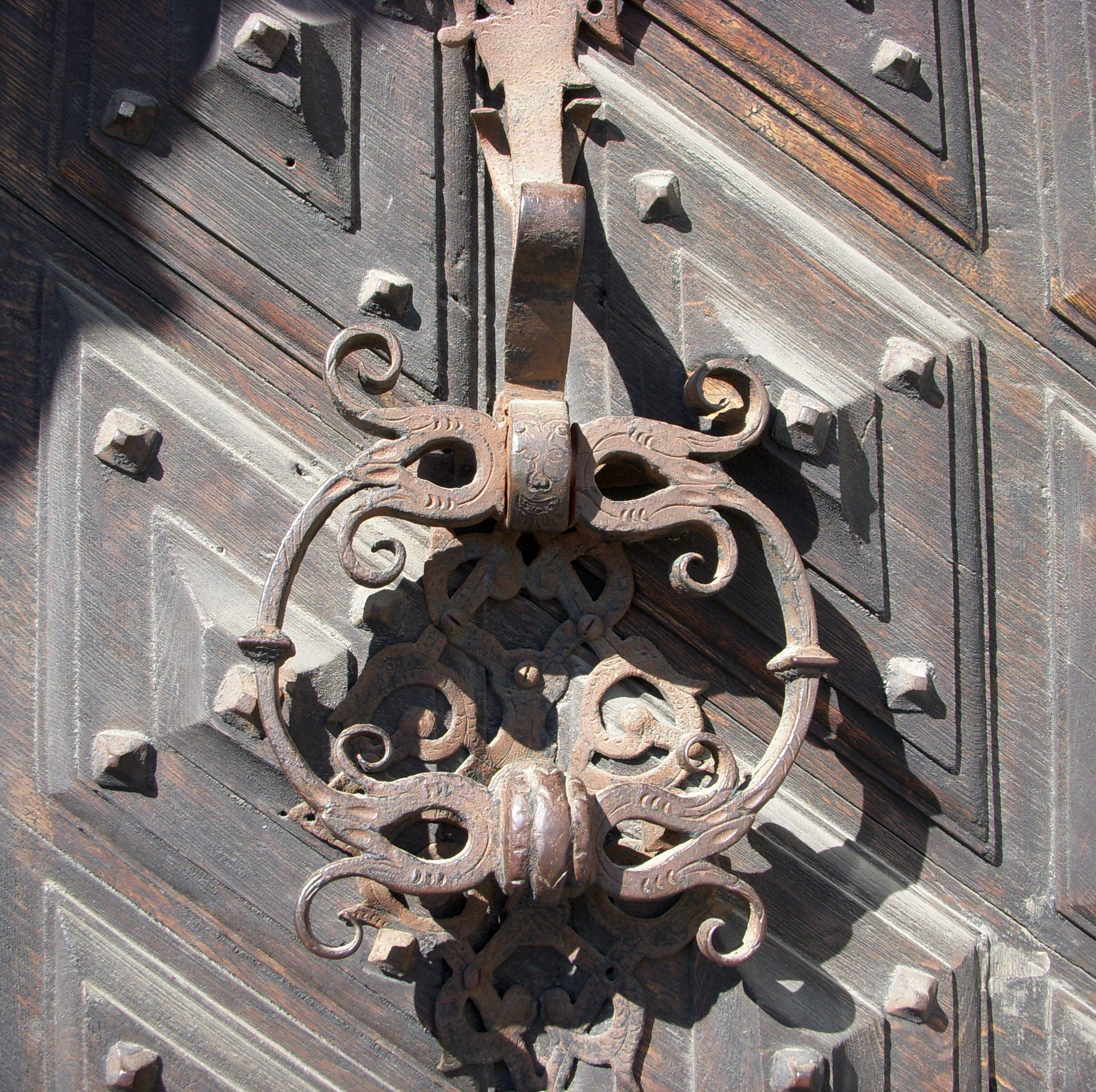
Portklapp på Wittmarckska huset på Skeppsbron i Stockholm
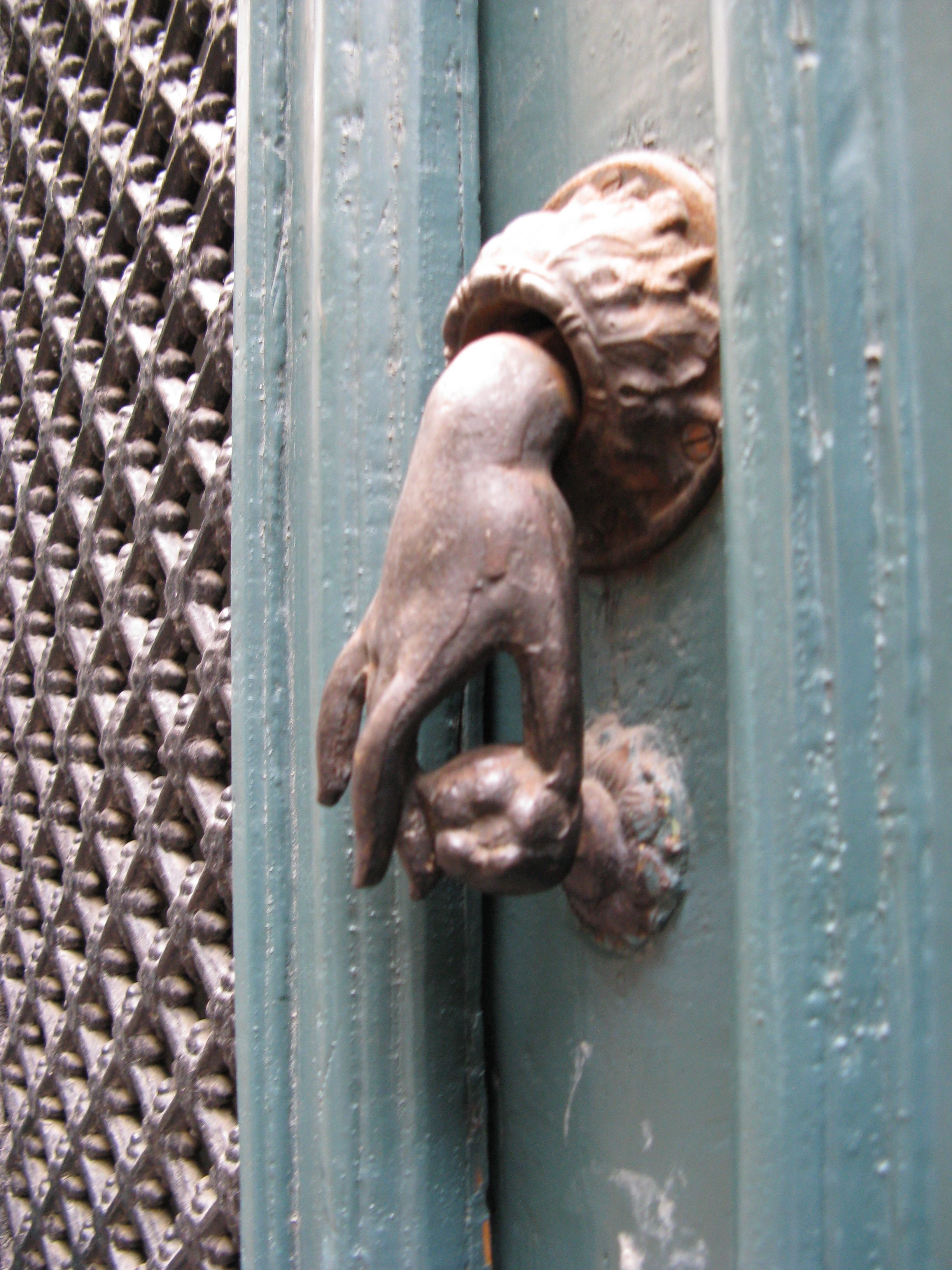
Portklapp på Västerlånggatan i Stockholm
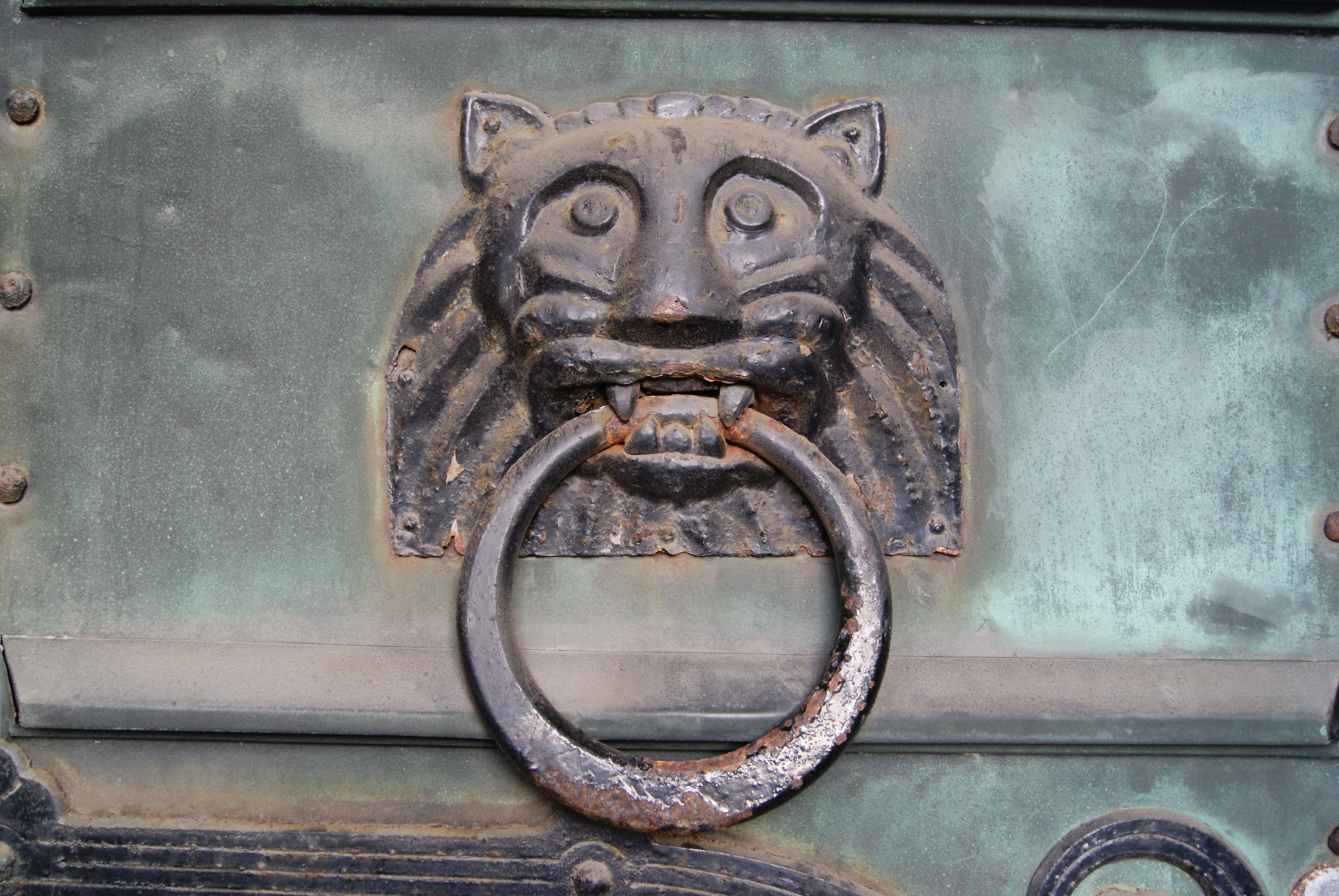
Portklapp på Vasakyrkan, Göteborg
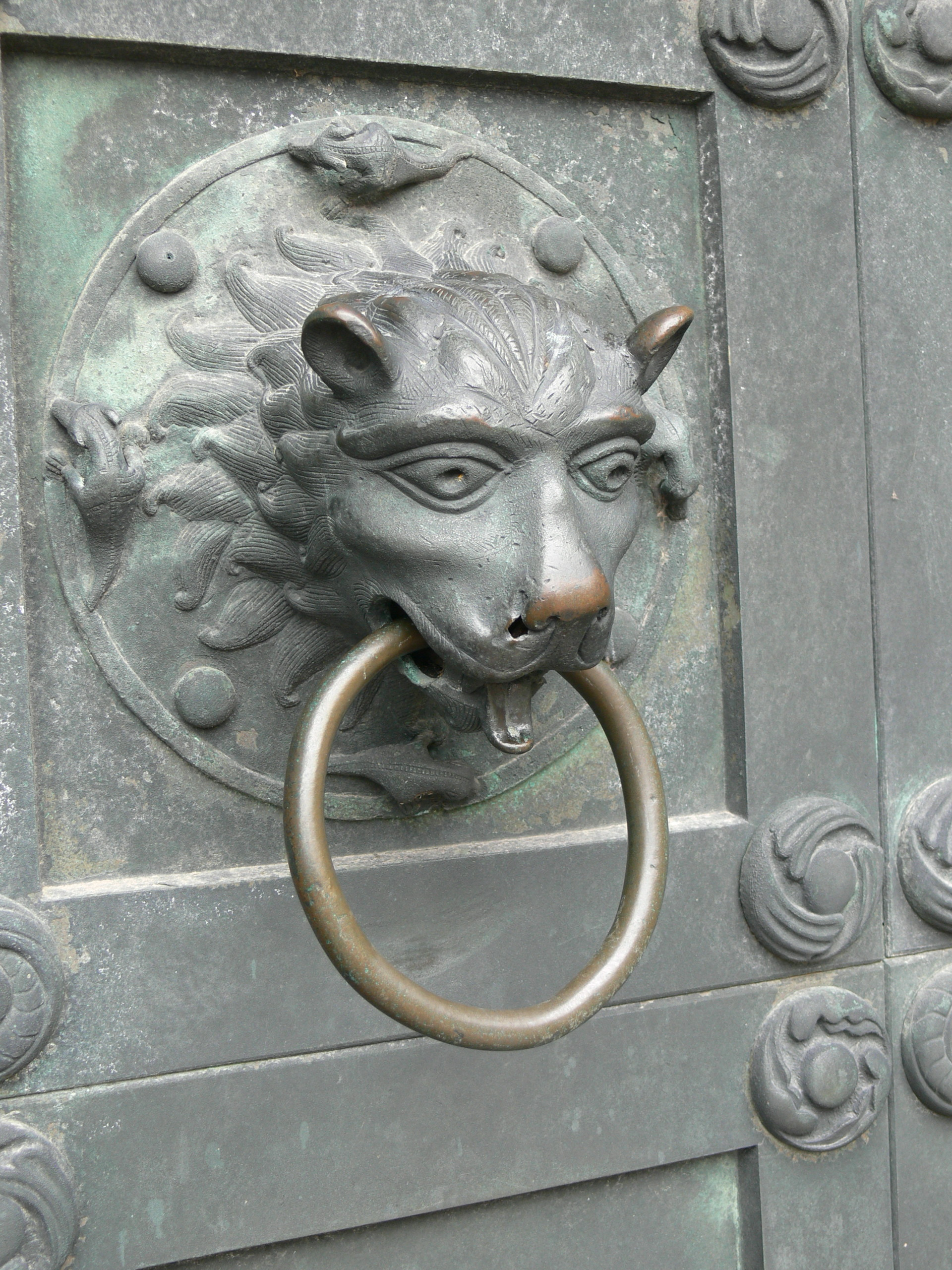
Portklapp på Ribe domkyrka i Danmark
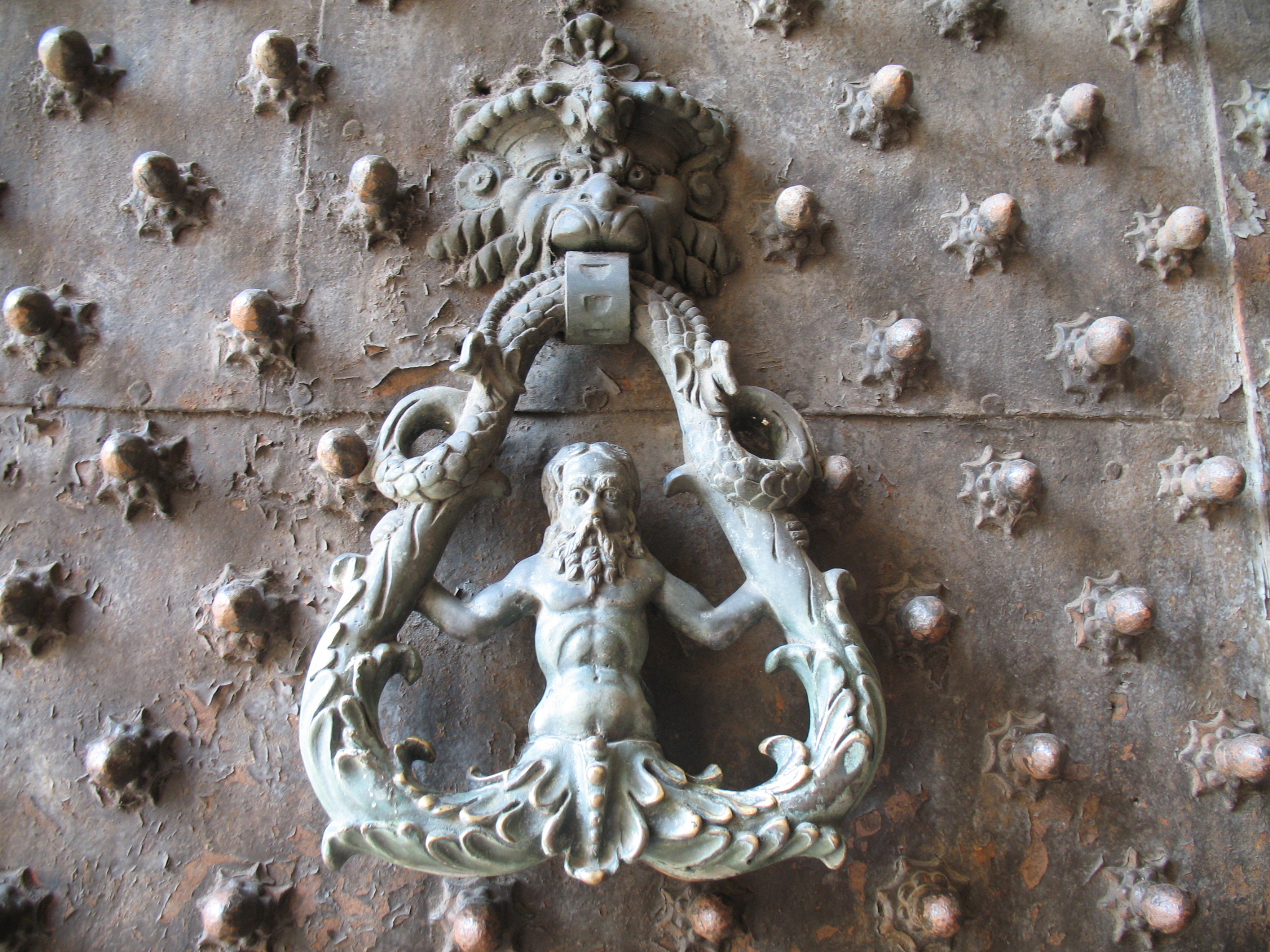
Portklapp på Palzzo Ducale i Genua i Italien
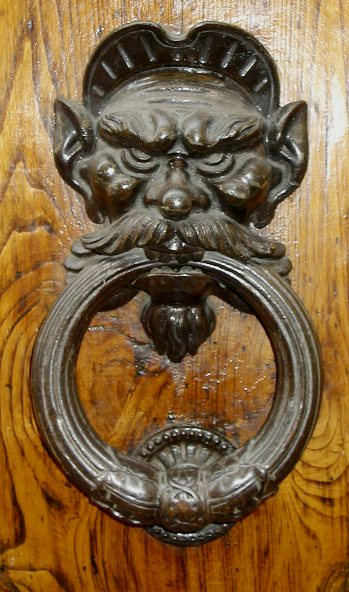
Portklapp i Florens i Italien